# Laxenecera albicincta
Laxenecera albicincta là một loài ruồi trong họ Asilidae. Laxenecera albicincta được Loew miêu tả năm 1852.